# Les Voyages de l’Âme
Les Voyages de l'Âme (franz. für „Die Reisen der Seele“) ist der Name des dritten Studioalbums der französischen Blackgaze-Band Alcest, das am 6. Januar 2012 über Prophecy Productions veröffentlicht wurde.
Das Werk beherbergt acht Titel und hat eine Gesamtlänge von 50 Minuten und 23 Sekunden. Als Produzent zeigte sich Martin „MK“ Koller verantwortlich, der das Album in der Klangschmiede Studio E in Mellrichstadt einspielte.
Die englischsprachige Fachpresse schrieb über Les Voyages de l'Âme größtenteils positive Kritiken, darunter die New York Times, Allmusic und Pitchfork Media. Bei Metacritic erreichte das Album basierend auf insgesamt zehn Rezensionen einen Wert von 82 %, was bedeutet, dass das Album weltweiten Erfolg erreichen kann.

## Hintergrundgeschichte
Das Album wurde in der Klangschmiede Studio E in Mellrichstadt von Martin „MK“ Koller produziert. Ferner zeigten sich Markus Stock, der mit The Vision Bleak und Empyrium arbeitete, und Mr. Zort von Anorexia Nervosa am Produktionsprozess verantwortlich. Zort mixte und masterte das Album im Drudenhaus Studio in Limoges.
Zu Autre Temps, dem Opener des Albums; wurde ein Musikvideo veröffentlicht, welches als Kurzfilm bezeichnet wird. Hierfür wurde ein Drehbuch geschrieben und Schauspieler engagiert.

## Albumcover
Das Albumcover zeigt einen Pfau, der durch ein Tor schreitet. Die Pfauenfedern haben laut Neige etwas Elegantes an sich und passten gut zu der Musik von Alcest. Die Farben der Federn hätten außerdem, so der Sänger, „etwas Andersweltliches an sich.“ Das Tor stellt den Eingang in diese Anderswelt dar; das Licht, das aus dem Tor scheint, stamme aus dieser traumhaften Dimension. Entworfen wurde das Cover von Fursy Teyssier.

## Musik
Die Musik auf Les Voyages de l'Âme wird als „langsamen, schönen und hauchfeinen Metal“ beschrieben, der mit „grandiosem, verzerrten Gitarrenspiel und kathedralischem Klargesang gepaart wird, so lange Neige nicht seinen beißenden Schreigesang anwendet.“ Es werden Elemente des Black Metal, mit Shoegazing-Melodien, ambienten Klanglandschaften und Post-Rock miteinander kombiniert, was unter anderem als eine Verschmelzung der Musik auf den beiden vorangegangenen Alben Souvenirs d’un autre monde und Écailles de Lune beschrieben wird.
Neige selbst lehnt Vergleiche mit dem Black Metal ab:

“Alcest have been compared to black metal so many times, I have nothing to do with black metal. It is not correct to label me as black metal because I did a few screams. There is nothing in my music about about hate or angriness.”

„Alcest wurde so oft mit dem Black Metal verglichen, wobei ich nichts mit dem Black Metal zu tun habe. Es ist nicht korrekt, mich als Black Metal abzustempeln, nur weil ich ein paar Screams angewendet habe. Meine Musik hat nichts mit Hass oder Wut zu tun.“

Im Gegensatz dazu sagte Neige, dass das Album eine Fortführung der Reise in die Anderswelt darstelle, die er als Kind in einer Vision gesehen habe, und ein Versuch der Entdeckung dieser esoterischen Erfahrung sei. Während der Arbeiten an den Texten setzte er sich viel mit Sterndeutung auseinander und las Geschichten anderer Menschen, die ebenfalls eine außerkörperliche Erfahrung mit der Anderswelt gemacht haben, was ihn ebenfalls inspirierte.
Neige sagte, dass er auf diesem Album von Künstlern wie Yann Tiersen, Dead Can Dance, Summoning und Burzum inspiriert wurde. Viele Stücke von Alcest verzichten auf einen Liedtext, so auch das Stück Beings of Light. Stattdessen singt er in diesem Lied in einer rein lautmalerischen Fantasiesprache. Der Musiker sah sich hierbei von Sigur Rós, Dead Can Dance und Cocteau Twins beeinflusst. Der Sänger zeigt sich beeindruckt von der Sängerin letztgenannter Gruppe, die aus anfänglich verständlichen Worten nach und nach eine eigene Sprache schaffe.
Alle Texte sind, wie auf den bisherigen Veröffentlichungen von Alcest, auf Französisch verfasst, wobei ein paar Liedtitel in englischer Sprache veröffentlicht wurden. Laut Neige war dies nur der Fall, da die Namen dieser Lieder in seiner Muttersprache „bescheuert“ klingen.

## Titelliste
Alle Liedtexte wurden von Neige verfasst. Der Text zum vierten Stück des Albums, Nous Sommes l'Émeraude, stammt in der Originalfassung vom belgischen Dichter Charles Van Lerberghe (* 1861,† 1907). Die Musik wurde komplett von Neige komponiert.
| #  | Titel                                                                        | Komponist                           | Länge | Anmerkungen |
| -- | ---------------------------------------------------------------------------- | ----------------------------------- | ----- | ----------- |
| 1. | Autre Temps (Eine andere Zeit)                                               | Neige                               | 5:50  |             |
| 2. | Là Où Naissent les Couleurs Nouvelles („Wo die neuen Farben geboren werden“) | Neige                               | 8:50  |             |
| 3. | Les Voyages de lÂme („Die Reisen der Seele“)                                 | Neige                               | 6:56  |             |
| 4. | Nous Sommes l’Émeraude („Wir sind der Smaragd“)                              | Originaltext: Charles Van Lerberghe | 4:20  |             |
| 5. | Beings of Light („Wesen des Lichts“)                                         | Neige                               | 6:11  |             |
| 6. | Faiseurs de Mondes („Erschaffer der Welten“)                                 | Neige                               | 7:57  |             |
| 7. | Havens („Hafen“)                                                             | Neige                               | 2:10  |             |
| 8. | Summer’s Glory („Des Sommers Herrlichkeit“)                                  | Neige                               | 8:04  |             |

## Promotion
Zwei Tage vor der offiziellen Veröffentlichung des Albums war es möglich, das komplette Werk vorab im Internet zu streamen. Einen Monat zuvor wurde ein Musikvideo zum Lied Autre Temps veröffentlicht, bei der Neige persönlich neben Julien Marie Regie führte.
Alcest verbrachte das Jahr 2012 hauptsächlich mit touren, um für das Album Werbung zu machen. Dabei bespielte die Band Anfang des Jahres mehrere Staaten in Europa, während im September erstmals Konzerte in Japan gespielt wurden.

## Kritiken
Bei Metacritic erhielt das Werk eine Wertung von 82 %; basierend auf zehn Rezensionen aus der englischsprachigen Fachpresse. Dieser Wert in der Skala bedeutet, dass das Album als sehr erfolgreich wahrgenommen wurde. Von der Fachpresse wurde das Album überwiegend positiv wahrgenommen: So schrieb das kanadische Exclaim! dass das Album alles liefere, was Fans von Alcest erwarteten. Dies sei die Mischung aus bebender Schönheit und einen Hauch Vitalität und Wanderlust. Thom Jurek von Allmusic schrieb, dass das Album eine musikalische Kombination der ersten beiden Werke der Band sei, als eine musikalische Weiterentwicklung. Er ist der Meinung, dass dies absolut okay sei, da diese Mischung durchaus gelungen daherkomme. Außerdem lobte der Kritiker die gegenüber vorigen Werken verbesserte Produktion. Bei Pitchfork Media heißt es, dass man die Schönheit nicht leugnen könne, obwohl sie seltsam ruhig oder wenig überraschend daherkomme. Allerdings schrieb der Rezensent, dass Les Voyages de l'Âme das vollendetste Werk bisher sei. Als musikalische Highlights nennt er die Stücke Beings of Light und Faiseurs de Mondes. Ben Ratliff war der Meinung, dass nicht alle Lieder zu überzeugen wüssten, allerdings hebt er das Stück Beings of Light lobend hervor und meinte, dass Enya so klingen könnte, wenn sie Black Metal spielen würde.
Auch in der deutschsprachigen Presse wurde Les Voyages de l'Âme überwiegend positiv aufgenommen. Lediglich wenige Kritiker fanden keinen Gefallen an der Veröffentlichung, wie bei Niklas Baschek von Plattentests.de, dem die erste Hälfte des Albums nicht zusagte. Lediglich bei Faiseurs de Mondes und Summer's Glory sei die Verschmelzung von „Black-Metal-Gebolze mit der Melancholie des Shoegaze“ gelungen. Jan Wischkowski vom Online-Musikportal Metal.de resümiert, dass Alcest es schafften, wie sich selbst zu klingen, ohne jedoch zu kopieren. Er beschreibt die Musik als ungezwungen, leidenschaftlich und eigen. Wischkowski schreibt, dass Fans, denen bereits die ersten beiden Alben gefallen hätten, nach einiger Zeit auch dieses Album in ihr Herz schließen könnten. Allerdings brauche das Album mehrere Durchläufe, um zünden zu können. Laut Julian Rohrer, Rezensent bei Powermetal.de, biete Les Voyages de l'Âme wunderbare Momente, wobei er den Gesang im Lied Beings of Light als elfengleichen Frauengesang beschreibt bzw. die „tollen Melodien“ und Harmonien des titelgebenden Liedes. Diese haben laut Rohrer die Kraft, die Tristesse und die Probleme des Alltags vergessen zu lassen. Im Resümee stellt er fest, dass Alcest „das Fühlen wieder leichter machen.“ Michael Edele von Laut.de schreibt, dass die stimmungsvolle Melodien im Zusammenspiel von Neiges fragiler und ruhiger Stimme das Album zu einem sphärischen, melancholischen Erlebnis mache. Laut Thomas Patsch von Stormbringer.at ist Les Voyages de l'Âme kein Album für jede Tagesverfassung; bei richtiger Stimmung sei das Album in „seiner entspannt getragenen Erhabenheit atmosphärisch dicht und herrlich schön.“